# Полина Недялкова
Полина Антонова Недялкова е съветски и български офицер, танкист, интербригадист, първата жена-генерал в Българската армия.

## Родители
Нейните родители са комунистите Антон и Цветана Недялкови. Бащата, осъден на смърт през 1924 г. заради участието му в Септемврийското въстание от 1923 г., успява да замине за СССР, а през 1926 г. при него пристига и семейството му.

## Биография
Родена е на 8 декември 1914 г. в София. От 1929 е член на ВЛКСМ, а от 1943 г. на КПСС. Между 1925 и 1930 г. учи средно образование в Москва. Между 1930 и 1931 г. родителите ѝ пребивават в гр. Харбин, Манджурия и тя работи там в Комсомола. Между 1931 и 1932 г. се подготвя за влизане в университет. Полина Недялкова учи между 1932 и 1936 г. в Експлоатационния факултет на Военната академия за механизация и моторизация в Москва и става инженер-механик на автобронетанкова техника.
Едва на 22 г. със звание капитан заминава като доброволец-интербригадист и участва в Гражданската война в Испания като инженер по ремонта на единствената танкова бригада на Републиканската армия. Изтегля от бойната линия 7 поразени италиански танка край Гуадалахара, за което получава първия си боен орден „Червено знаме“. Завръща се в СССР през 1937 г. Влиза в съветската армия, където е последователно старши-военнпред, старши инженер във Военното министерство на СССР и преподавател в танково училище (1937 – 1941).
На 22 юни 1941 г. – според спомените на главния маршал на артилерията на Съветския съюз Н. Н. Воронов, П. Недялкова като помощник-дежурна по Бронетанковото управление на Генщаба на Червената армия отваря секретния плик за мобилизацията. Участва във Великата отечествена война на СССР като старши инженер в състава на Втори украински фронт. Победата я заварва в гр. Сенец край Братислава, на границата на Словакия с Унгария. От 1945 до 1948 г. продължава работата си в съветската армия като военен инженер. В периода 1948 – 1951 г. работи като преводачка в издателството за чуждестранна литература в Москва.
Инженер полковник Недялкова се завръща в България през 1951 г. и постъпва в Българската народна армия. До 1953 г. е заместник-началник на Автотракторното управление по ремонтите и снабдяването. Участва в развитието на българските бронетанкови войски, в техническото превъоръжаване и модернизацията на БНА. Назначена е за началник на Автотракторното управление на Министерството на народната отбрана, а по-късно – за заместник-началник на Главното автобронетанково управление. Организира издаването и става главен редактор на списание „Военна техника“ (1967).
През 1974 г. е произведена в звание генерал-майор (днес: бригаден генерал), ставайки първата жена в България с висше офицерско звание (следващите жени-генерали са Нанка Серкеджиева от МВР и Нонка Матова) и първата жена-генерал от бронетанковите войски.

## Отличия
- Получава съветския орден „Червено знаме“ по време на Гражданската война в Испания.
- Удостоена е със званието „Герой на социалистическия труд“
- Орден „Народна република България“ – I ст. (1974)[2]
- Наградена е посмъртно с руския орден „Великая победа“ през 2007 г. (ордена получава нейната дъщеря Цветана Игорова)